# Gilson Rodolfo Martins
Gilson Rodolfo Martins (São Paulo, 4 de setembro de 1953) é um arqueólogo, professor, escritor, brasileiro, ex-presidente da Sociedade de Arqueologia Brasileira.

## Biografia
Bacharel em História pela Universidade de São Paulo (1976) e doutor em Arqueologia pela Universidade de São Paulo (1996). Foi até o ano de 2013 diretor do Museu de Arqueologia da Universidade Federal de Mato Grosso do Sul (MUARQ-LPA/UFMS) e professor titular de Arqueologia Pré-histórica da Universidade Federal de Mato Grosso do Sul. Tem experiência na área de Arqueologia, com ênfase em Arqueologia Pré-Histórica brasileira, atuando principalmente nos seguintes temas: Arqueologia de Mato Grosso do Sul, Etno-história dos índios de Mato Grosso do Sul e salvamento arqueológico. É membro correspondente da Academia Paraguaya de la História, em Mato Grosso do Sul, foi presidente da Sociedade Brasileira de Arqueologia (SAB - 2003/5), foi consultor integrante do Comitê de Avaliação da CAPES na área de Antropologia e Arqueologia (2003/7); bolsista produtividade em pesquisa do CNPq. Atuamente exerce o cargo de vice-presidente do instituto Histórico e Geográfico de Mato Grosso do Sul (IHGMS).
Foi co-responsável pelos trabalhos de pesquisa arqueológica no Gasoduto Bolívia-Brasil, que descobriu diversos sítios arqueológicos.

## Obras publicadas
- Breve Painel Etnohistórico de Mato Grosso do Sul, Gilson Rodolfo Martins, editora Ufms, 2002
- Arqueologia do Planalto Maracaju Campo Grande, Gilson Rodolfo Martins, editora Ufms, 2006
- Arqueologia e Paleoambiente do Rio Paraná em Mato Grosso do Sul, Editora Life, 2010
- 12 mil anos: Arqueologia do povoamento humano do Nordeste de mato grosso do Sul, Editora Life, 2012